# Helmer Molander

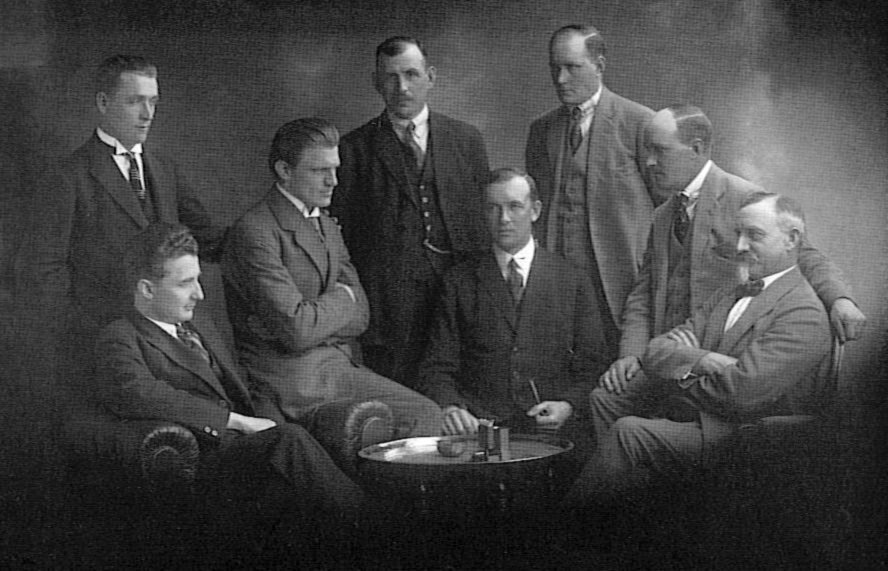
Den första kommunistiska riksdagsgruppen i Andra kammaren 1922. Stående från vänster: Viktor Herou, Verner Karlsson, Jonas Dahlén. Sittande från vänster: Karl Kilbom, August Spångberg, Helmer Molander, Carl Winberg.

Helmer Molander (i riksdagen kallad Molander i Särbrå och Molander i Härnösand), född 26 juni 1892 i Ytterlännäs socken, död 22 augusti 1963 i Gudmundrå församling, var en svensk ombudsman och politiker. Han var bror till Hilding Molander.
Helmer Molander var son till snickaren Jonas Molander. Han blev sågverksarbetare 1905 och arbetade 1912-1926 som maskinsnickare i Lövudden utanför Härnösand. Tidigt gick han med i Härnösands socialdemokratiska ungdomsklubb. Vid partisplittringen 1917 följde han med Sveriges socialdemokratiska vänsterparti. För Sveriges kommunistiska parti deltog han vid Kominterns världskongress 1924. Vid den följande partiplittringen följde han Zeth Höglund till dennes nygrundade parti och var under en tid den ende riksdagsledamoten för partiet. 1926 följde han med partiet då det gick upp i Socialdemokratiska arbetarepartiet.
Han var 1920-1926 vice ordförande i Säbrå kommunfullmäktige, ledamot av Västernorrlands läns landsting 1921-1941, ledamot av andra kammaren av Sveriges riksdag 1922-1942 och som sådan ledamot av andra lagutskottet 1937-1939 och 1940-1941, och av andra särskilda utskottet 1939. Molander var ombudsman i Ångermanlands socialdemokratiska partidistrikt 1926-1941, ledamot av socialdemokratiska partistyrelsen 1928-1941 och 1944, ledamot av sociala jordutredningen 1936 och blev landstingsdirektör 1941.. I Riksdagen motionerande han bl.a. om sänkt rösträttsålder, avskaffande av FK (1924), om ändring av lagen olycksfall i arbete.